# Третя кільцева автодорога Пекіна
Третя кільцева автодорога Пекіна (кит. спр. 三环路, піньїнь: Sān Huán Lù) — 48-кілометрова кільцева дорога, що оточує центр Пекіна. Одна з кільцевих автодоріг Пекіна. Розташована в 5 км від центру міста і в 2,5 км від Другої кільцевої автодороги.

## Історія
Коли в 1949 році Пекін став столицею КНР, то існували лише північна, східна та південна ділянки нинішньої 3-ї кільцевої автодороги. Будівництво західного сегмента (і, тим самим, утворення кільцевої автодороги) завершено в 1994 році. На ній є 52 шляхопроводи, включаючи Саньюаньцяо, завдяки якому вона з'єднується зі швидкісною дорогою «Аеропорт». Обмеження швидкості на дорозі — 80 км/год.
На сході дорога проходить через перевантажений Центральний діловий район Пекіна, на південному сході завдяки розв'язці Феньчжунси зв'язується зі швидкісною дорогою Пекін—Тяньцзінь—Тангу, на півдні завдяки розв'язці Юйцюаньін зв'язується зі автомагістраллю Дацін-Гуанчжоу, на південному заході зв'язується з автомагістраллю Пекін-Гонконг-Макао, на північному сході проходить через район IT-технологій Чжунгуаньцунь, на півночі зв'язується зі швидкісною дорогою Бадалін і Дацін-Гуанчжоу.
Під східним сегментом 3-ї кільцевої автодороги проходить Лінія 10 Пекінського метрополітену.